# مهولی گوش
مهولی قوش (زاده ۲۰ نوامبر ۲۰۰۰) ورزشکار تیراندازی اهل هند است. او نماینده هند در مسابقات بین‌المللی تیراندازی نوجوانان در سراسر جهان است. در بین ۱۲۳ شرکت کننده، او تنها ورزشکار تیراندازی هندی بود که به فینال مسابقات تیراندازی نوجوانان ۲۰۱۸ که در جمهوری چک برگزار شد، راه یافت. او در آنجا در جایگاه هفتم قرار گرفت. در سال ۲۰۱۸، در بازی‌های مشترک المنافع که در گلد کوست استرالیا برگزار شد، پس از شوت آف با مارتینا ولوسو، مدال نقره تفنگ بادی ۱۰ متر زنان را به دست آورد. طبق گزارش فدراسیون بین‌المللی ورزش تیراندازی (ISSF)، او دارای رتبه‌بندی جهانی ششم و سوم در آسیا است.

## در آغاز کار
مهولی در سال ۲۰۱۴ به باشگاه تفنگ سرامپور پیوست. او به دلیل برخورد تصادفی با یک نفر در حین تمرین از سوی باشگاه محروم شد. بعدها، مهولی توسط جویدیپ کارمارکار، فینالیست سابق المپیک هند و برنده جایزه آرجونا، راهنمایی و مربیگری شد.
او آموزش‌های خود را در آکادمی تیراندازی جویدیپ کارمارکار گذراند. او در سال ۲۰۱۶ انتخاب شد برای مسابقات قهرمانی ملی تیراندازی هند که در پونا برگزار شد. وی در مسابقات قهرمانی کشور دو مدال طلا و هفت مدال نقره دریافت کرد. در مسابقات قهرمانی کشور ۲۰۱۷، مهولی با کسب ۸ مدال طلا و ۳ مدال برنز، بهترین تیرانداز قضاوت شد.

## شغل حرفه ای

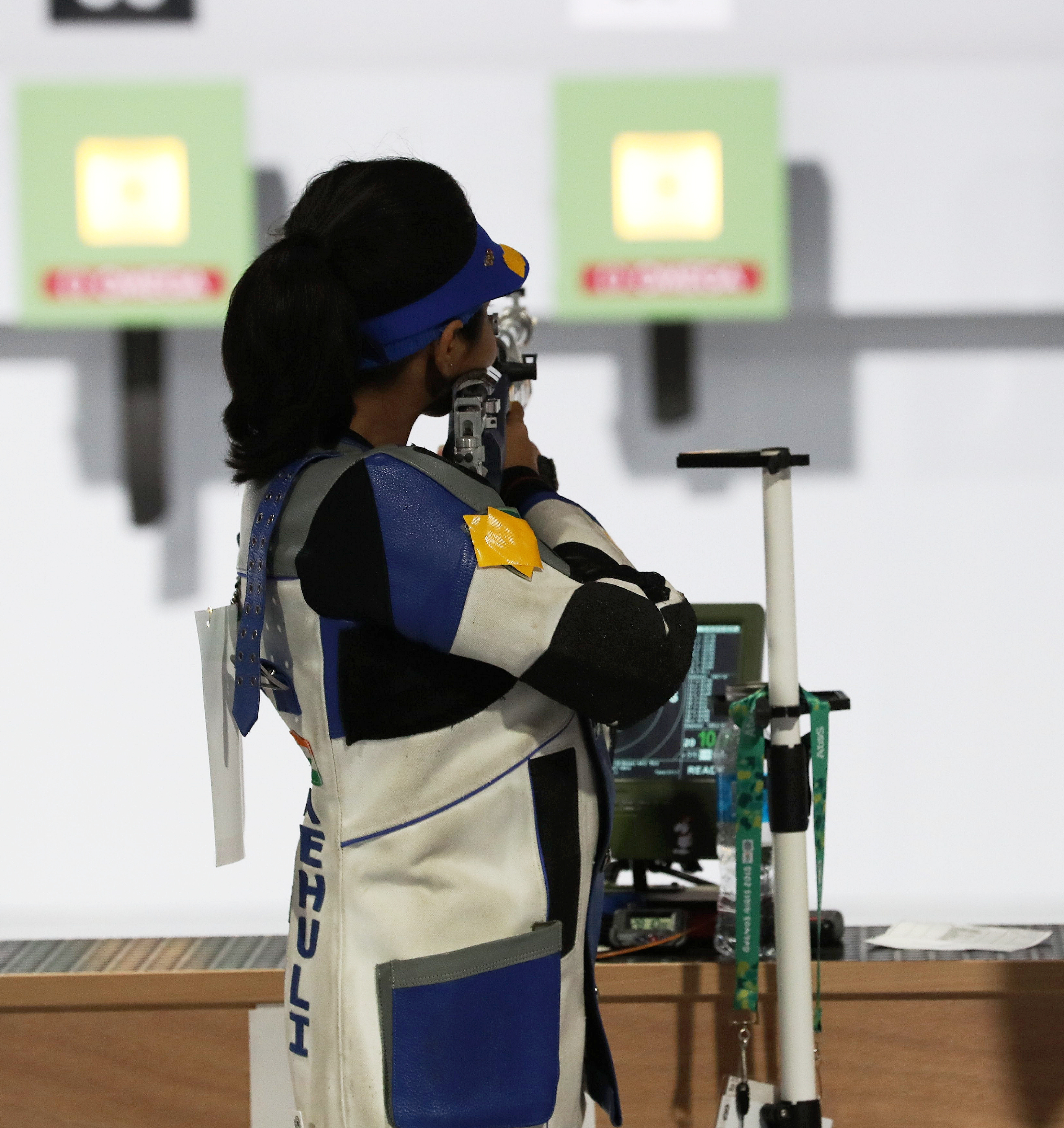
مهولی قوش در جریان مقدماتی فینال تفنگ بادی ۱۰ متر دختران در بازی‌های المپیک تابستانی جوانان ۲۰۱۸.

وی در سال ۲۰۱۷ در مسابقات قهرمانی تیراندازی نوجوانان که در جمهوری چک برگزار شد شرکت کرد و در مقام هفتم ایستاد. او در مسابقات قهرمانی تیراندازی نوجوانان جهان که در آلمان برگزار شد در جایگاه هفدهم قرار گرفت. مهولی در دسامبر ۲۰۱۷ در واکو سیتی ژاپن با امتیاز ۴۲۰٫۱ قهرمان آسیا شد و سهمیه المپیک جوانان ۲۰۱۸ را به دست آورد. در مارس ۲۰۱۸، او به یکی از جوان‌ترین ورزشکاران هندی تبدیل شد که موفق به کسب دو مدال جام جهانی در جام جهانی ISSF در مکزیک شده‌است. او یک رکورد جهانی نوجوانان را در راه پیروزی در آنجا ایجاد کرد. مهولی قوش برای بازی‌های مشترک المنافع ۲۰۱۸ واجد شرایط شد در سال ۲۰۱۸، در بازی‌های مشترک المنافع که در گلد کوست استرالیا برگزار شد، در تفنگ بادی ۱۰ متر زنان پس از شوت آف با مارتینا ولوسو، نقره گرفت. او در سال ۲۰۱۹ در بازی‌های آسیای جنوبی نپال طلا گرفت.
قوش عنوان جایزه «ورزشکار جوان زن سال» را در جوایز Sportstar Aces در سال ۲۰۲۰ دریافت کرد.